# Friedrich Exter (Philologe)
Friedrich Christian Exter (* 4. Januar 1746 in Drusweiler bei Bergzabern; † 25. Oktober 1817 in Mannheim) war ein deutscher Philologe und Verleger.

## Leben und Wirken
Friedrich Exter war einer von zwei Söhnen des Lehrers Friedrich Exter und von Anna Maria Staedel (1695–1730) aus Straßburg. Er selbst heiratete eine Frau namens Marg. Elisabeth, deren Vater der Heidelberger Kirchenrat Conrad Ludwig Brüning war.
Exter arbeitete zunächst ab 1768 als Präzeptor in Meisenheim und wechselte 1770 als Lehrer an ein Gymnasium nach Zweibrücken. 1777/78 gründete er gemeinsam mit Georg Christian Crollius und Johann Valentin Embser die Societas Bipontina. Exter übernahm neben der Tätigkeit als Philologe auch den Verlag und Vertrieb und die Geschäftsführung der Societas Bipontina. Ab 1780 hatte er eine eigene Offizin und setzte dort Lettern von Pierre Simon Fournier ein.
Im Jahr 1781 schied Exter aus dem Lehrbetrieb und konzentrierte sich auf die von ihm erstellten Editionen. Besonders erwähnenswert ist eine 13 Bände umfassende Ausgabe von Cicero (1780/87) und eine 11-bändige Edition der Werke Platons, die er gemeinsam mit Embser erstellte. Nachdem die Franzosen 1794 seine Werkstatt geplündert hatten, zog Exter mit dem Sitz der Gesellschaft nach Straßburg. Hier arbeitete er bis 1811 als Drucker und wohnte anschließend als Privatier in Mannheim.
Exter hatte wohl aufgrund seiner Zeit als Student Kontakte zum Göttinger Hainbund und pflegte freundschaftliche Beziehungen zu Johann Friedrich Hahn und Maler Müller. Während der gemeinsamen Studentenzeit in Halle hatte er sich wahrscheinlich mit Leopold Friedrich Günther von Goeckingk angefreundet, der eine seiner „Episteln“ an Exter adressierte.